# Alainopasiphaea australis
Alainopasiphaea australis is een garnalensoort uit de familie van de Pasiphaeidae. De wetenschappelijke naam van de soort is voor het eerst geldig gepubliceerd in 1989 door Hanamura.